# Burg Möhringen (Stuttgart)
Die Burg Möhringen ist eine abgegangene Burg im Flurbereich Burgäcker beim Spitalhof in Möhringen, einem Stadtteil der Landeshauptstadt Stuttgart in Baden-Württemberg.

## Geschichte
Die Burg wurde wahrscheinlich von den vom 12. bis ins 15. Jahrhundert bekannten, anfangs wohl edelfreien Ortsadeligen von Möhringen erbaut. Der erste nachweisbare Angehörige des Geschlechts ist Engelbold von Möhringen, der als Zeuge in einer Urkunde aus dem Jahr 1100 genannt wird. Die Herren von Möhringen waren später vermutlich calwische sowie zuletzt welfische Ministeriale. Als Auslöser der Tübinger Fehde im Jahr 1164 soll Pfalzgraf Hugo II. von Tübingen mehrere adlige Räuber aufgegriffen haben, dabei ließ er die eigenen Ministeriale frei, die welfischen jedoch hinrichten und deren Burg Möhringen zerstören. In den Jahren 1306 und 1396 wird die Anlage noch als Burgstall erwähnt. Nach der Zerstörung ihrer Burg lebten die Herren von Möhringen in einfachen Verhältnissen auf einem Bauernhof nahe der Möhringer Dorfkirche. Das Geschlecht starb wohl erst im 15. Jahrhundert aus. Letzter Angehöriger war wohl der 1406 genannte Edelknecht Wölflin von Möhringen, der ein Vetter Wolfs von Echterdingen war.
Als Nachfolgebauwerk der Burg Möhringen kann die Burg Kaltental angenommen werden. Bei den Herren von Kaltental handelt es sich mutmaßlich um einen Familienzweig des Möhringer Ortsadels. Für diese Annahme spricht, dass die Kaltentaler Besitztümer in Möhringen hatten. Johann von Kaltental verkaufte im Jahr 1303 sein Gut in Möhringen für 250 Pfund Heller an das Kloster Salem. 1318 veräußerten Johann, Rudolf und Walther von Kaltental ihren Besitz im Ort an den Grafen von Württemberg.